# Центральная городская библиотека имени Н. В. Гоголя (Новокузнецк)
Центральная городская библиотека им. Н. В. Гоголя, основанная в 1929 г., — старейшая публичная библиотека Кемеровской области. Это крупнейший информационный и культурный центр Новокузнецка, координационный и методический центр для библиотек города. Входит в МБУ «МИБС» — Муниципальное бюджетное учреждение «Муниципальная информационно-библиотечная система города Новокузнецка». Муниципальное бюджетное учреждение «Муниципальная информационно-библиотечная система города Новокузнецка» включает: Центральную городскую библиотеку им. Н. В. Гоголя, Центральную детскую библиотеку и 25 библиотек, расположенных во всех районах города.

## История
В 1921 году в Кузнецке была создана библиотека имени Фёдора Михайловича Достоевского, который в 1847 году приезжал в Кузнецк, но в связи с тем, что Достоевский был признан «реакционным писателем, не нужным пролетариату и трудовому крестьянству» библиотека осталась без имени.
В 1929 году на территории строительства КМК создана библиотека, этот год и является официальным годом создания библиотеки, которая в 1952 году получила имя Николая Гоголя в ознаменование 100-летия со дня смерти писателя.
В 1972 году библиотека получила специально для неё выстроенное здание по ул. Спартака, 11.
В настоящее время библиотека является крупным информационно-библиографическим и культурным центром Новокузнецка, координационным и методическим центром для библиотек города и юга Кемеровской области.
01 июня 2013 года библиотека имени Н. В. Гоголя была объединена с детской библиотекой г. Новокузнецка и переименована в МБУ «Муниципальная Информационно-Библиотечная Служба». Возглавила получившуюся систему бывший директор детской библиотеки Глебова Татьяна Николаевна.
14 Апреля 2014 после перехода Татьяны Глебовой на должность начальника управления культуры директором МИБС назначена Протопопова Елена Эдуардовна. Ранее Елена Эдуардовна уже работала в системе библиотеки Гоголя, возглавляла один из отделов, а последним местом работы была библиотека КузГПА, где она была директором.
В сентябре 2014 вновь произошли кадровые изменения, Протопопова Елена Эдуардовна ушла с должности директора библиотеки.
В январе 2015 года директором назначен Алексей Сергеевич Белов.
С августа 2018 года директором назначен Тетерина Светлана Михайловна.

## Филиалы
- Центральный
  - ЦГБ им. Н. В. Гоголя	Спартака,11
  - Библиотека «Первая»	Строителей, 21
  - Библиотека «Наша библиотека»	Тольятти, 31
  - Библиотека «На Октябрьском»	Октябрьский, 16
  - Библиотека «Крылья»	25 лет Октября, 2
  - Библиотека «Слово»	Кирова, 82
  - ИЯЦ «Иностранная книга»	25 лет Октября, 1
  - Центральная детская библиотека	Циолковского, 27
  - Детская библиотека «Радуга» Строителей, 21
  - Детская библиотека «Единство»	Кирова, 10
  - Библиотека семейного чтения ИДЦ «Перспектива»	Дагестанская, 34а
  - Детская библиотека «Эврика»	Тольятти, 45б

- Новоильинский
  - Библиотека им. Д. С. Лихачева	Косыгина, 35-б
  - Детская библиотека «Вдохновение»	Новоселов, 46

- Куйбышевский
  - Библиотека «Куйбышевская»	Челюскина, 48
  - Детская библиотека «Экос»	Трестовский пер., 1
  - Библиотека «Горняк»	ул. Железноводская, 16

- Кузнецкий
  - Библиотека «Кузнецкая»	Смирнова, 3
  - Детская библиотека «Истоки»	Ленина, 56

- Заводской
  - Библиотека «Запсибовская»	Горьковская, 27
  - Библиотека «Патрия»	Тореза, 117 — 37

- Орджоникидзевский
  - Библиотека «Фесковская»	Разведчиков, 64
  - Библиотека «Абашевская»	Пушкина, 19
  - Библиотека «Веста»	Р. Зорге, 6
  - Детская библиотека «Добродея»	Пушкина, 26
  - Детская библиотека «Гармония» Новаторов, 10
  - Детская библиотека «Позитив»	Р. Зорге, 6
  - Библиотека семейного чтения «Притомская»	Дорстроевская, 5а

## Проекты
- 400 Знаменитых Новокузнечан